# Rhyssonotus
Rhyssonotus là một chi bọ cánh cứng trong họ Lucanidae.